# Provincia de Blagóevgrad

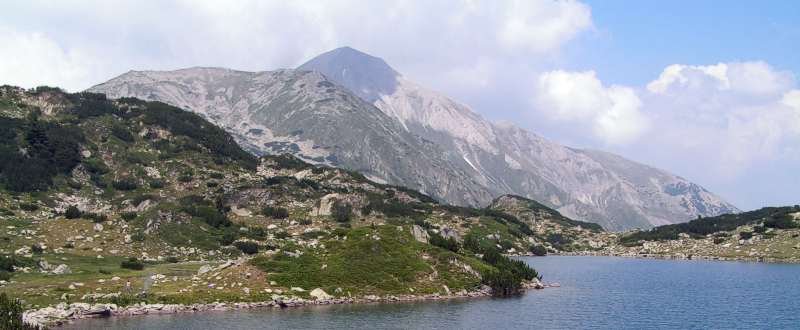
La cumbre de Vihren.

La provincia de Blagóevgrad (en búlgaro: област Благоевград), también conocida como Macedonia del Pirin, Macedonia búlgara o Macedonia oriental, es una provincia u óblast ubicado al suroeste de Bulgaria. Limita al norte con las provincias de Kyustendil y de Sofía; al este con las de Pazardzhik y Smolyan, al sur con Grecia y al oeste con Macedonia del Norte.

## Geografía
La provincia ocupa un territorio de 6.449,5 km² y tiene una población de 323.552 habitantes (censo de 2011). Ocupa el 5,8% del territorio búlgaro y es la tercera provincia con más territorio después de la Provincia de Burgas y la Provincia de Sofía. 
El relieve de la provincia es bastante irregular. En ésta se encuentran las cadenas montañosas de Rila, Pirin y Ródope. En la primera se ubica el pico Musala y en la segunda se ubican las cumbres de Vihren, Slavianka, Belasitsa, Vlahina, Maleshevo, Ograzhden y Stargach. 
En los valles de los principales ríos de la provincia; el río Estrimón y el Mesta se asentan los principales núcleos de población y constituyen también la principal vía de transporte fluvial de la región.
El clima varía desde el clima continental al clima mediterráneo. La madera, el carbón, el mármol y el granito son los principales recursos naturales de la provincia. Los bosques representan un 52% del territorio de la provincia, mientras que la tierra cultivable ocupa un 38%.

## División administrativa
La provincia de Blagoevgrad se divide en los siguientes municipios:

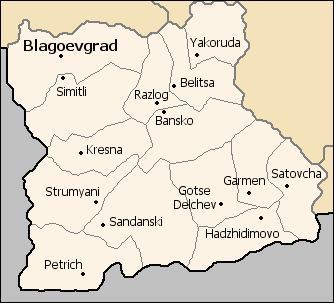
Mapa de la Provincia de Blagoevgrad indicando sus principales localidades.

- Municipio de Bansko (capital: Bansko)
- Municipio de Belitsa (capital: Belitsa)
- Municipio de Blagóevgrad (capital: Blagóevgrad)
- Municipio de Garmen (capital: Garmen)
- Municipio de Gotse Délchev (capital: Gotse Délchev)
- Municipio de Hadzhídimovo (capital: Hadzhídimovo)
- Municipio de Kresna (capital: Kresna)
- Municipio de Pétrich (capital: Pétrich)
- Municipio de Razlog (capital: Razlog)
- Municipio de Sandanski (capital: Sandanski)
- Municipio de Satovcha (capital: Satovcha)
- Municipio de Simitlí (capital: Simitlí)
- Municipio de Strumyani (capital: Strumyani)
- Municipio de Yakoruda (capital: Yakoruda)

### Municipios con población (año 2018)
- Bansko 12,868
- Belitsa 9,426
- Blagoevgrad 75,583
- Garmen 14,861
- Goce Delčev 30,022
- Hadžidimovo 9,314
- Jakoruda 10,010
- Kresna 5,279
- Petrič 50,110
- Razlog 19,627
- Sandanski 37,763
- Satovča 14,353
- Simitli 13,515
- Strumjani 5,151

## Demografía
De acuerdo al censo oficial en 2011, en la provincia habitaban 323.552 personas, de las cuales 251.097, son de origen búlgaro, 17.027 de origen turco, 9.739 de origen gitano y el resto de los 5.693 habitantes pertenecen a otras etnias.
En cuanto a la religión, 196.942 habitantes de la provincia son ortodoxos, 40.667 son musulmanes, 1.499 son protestantes y el resto de los 4.639 habitantes no pertenecen a ninguna religión. 